# Erythropoesis

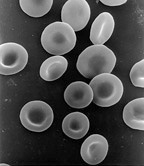
Vörösvértestek pásztázó elektronmikroszkópos (PEM) képe

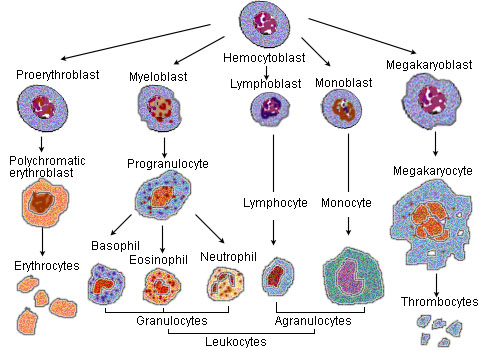
Haematopoiesis

A magzati életben, a megtermékenyülést követő 8. hétig a szikhólyagban a mesenchymasejtekből olyan specializálódás indul meg, amelyből vérsejtek képződhetnek. A 8. héttől a magzati máj, a 8-9. héttől pedig a lép is részt vesz a vérképzésben. A szikhólyag működése a terhesség 16. hete után leáll, ezzel az extramedulláris (csontvelőn kívüli) vérképzés is csökken. A lép a 20. terhességi hét után már csak a fehérvérsejtek képzésében vesz részt. A máj vörösvérsejtképző funkciója a megszületés utáni napokig (egyre csökkenő mértékben) fennmarad.
Az intrauterin  élet 6. hónapjától előtérbe kerül a medulláris (csontvelői) vérképzés. A megszületés után már kizárólag a csontvelői vérképzés a jellemző, amely 4-5 éves korig minden csont velőüregében folyik. Később az aktív vörös csontvelő nagy része inaktív lesz, zsírszövet képét mutató sárga csontvelővé alakul. Felnőttkorban a vérképzés már csak a lapos csontokra (lapocka, koponyacsontok, illetve a szegycsont, csigolyák, bordák) korlátozódik.
A csontvelői pluripotens (mindenre képes) őssejtek tovább differenciálódó sejtrendszer forrásai, melyeknek két közvetlen, már meghatározott irányba elkötelezett leszármazottja van:
- haemocytopoeticus őssejt (az erythrocyták, a granulocyták, a monocyták és a megakariocyták őse)
- immunocytopoeticus őssejt (ebből fejlődnek a lymphocyták)

A működő csontvelőben mindig megtalálhatók a vérsejtek fiatal, fejlődési alakjai, tehát a képzés folyamatos. Az elöregedett vörösvértestek pusztulása is folyamatos, a vérképzés és lebontás egészséges emberben egyensúlyban van.
A vörösvértestek képzésének legfőbb ingere a szöveti hypoxia, hatására a vesében egy polipeptid, az erythropoetin szekréciója indul meg. Az erythropoetin közvetlenül hat a csontvelőre, ott megindítja az őssejtek erythrocyta irányba történő differenciálódását és proerythroblast, majd erythroblast keletkezik. A csontvelői érés folyamán két egymással párhuzamos folyamat zajlik a citoplazmában és a sejtmagban: az egyik a sejtmag fejlődése, amelynek az lesz a végeredménye, hogy a vörösvérsejt elveszti a sejtmagját, a másik a plazmaérés, melynek során a vörösvérsejtben hemoglobin jelenik meg. Az erythroblast ból kialakul a macroblast. A további érés során a sejt méreteinek csökkenésével párhuzamosan a normoblast stádiumban kialakul a citoplazmában a hemoglobin. További átalakulás során képződnek a reticulocyták, amelyek rövid időn belül vörösvérsejtekké érnek.
HYPOXIA > VESE (erythropoetin) > ŐSSEJT > PROERYTHROBLAST > MACROBLAST > NORMOBLAST > RETICULOCYTA > ERYTHROCYTA
A vörösvértest képződéséhez szükséges anyagok
A hemoglobin és a vörösvértest felépítéséhez számos anyag szükséges, hiányukban a vörösvérsejtek képzése zavart szenved.
Ezek a következők:
- B12-vitamin
- Apoeritin: Egészséges emberben a gyomornyálkahártya parietalis sejtjei termelik, amely a B12-vitaminnal komplexet képezve, azt az ileum alsó szakaszában felszívódásra alkalmassá teszi.
- Folsav: Szerepe a DNS-szintézisben van.
- C-vitamin: Hiányában a folsav nem alakul át biológiailag aktív formává.
- B6-vitamin A hemoszintézis egyik koenzimje, hiányában a porfirin képződésének zavara alakul ki.
- Réz Az emberi szervezet naponta 2 mg bevitelét igényli, a hemoglobin képzésében szerepet játszó enzimek alkotórésze.
- Nikkel: Hatása a rézéhez hasonló.
- Kobalt: Ez a nyomelem a vas felszívódásához szükséges.
- Vas: A hemoglobin nélkülözhetetlen eleme.
- Aminosavak: A hemoglobin globinfrakciójának szintéziséhez szükségesek.

## A vörösvértest-képződés fejlődési alakjai

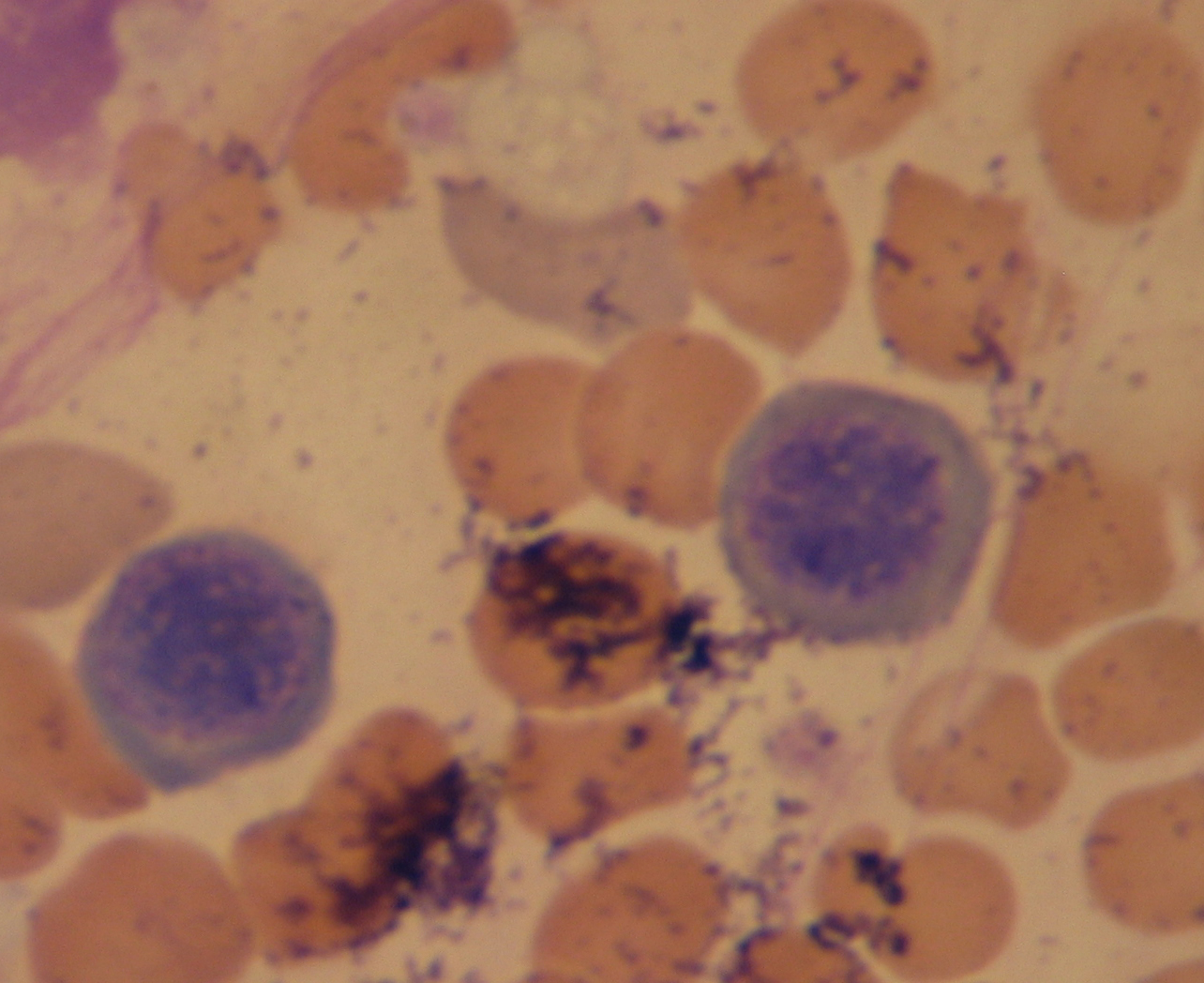
Két bazofil normoblaszt vörösvértestek társaságában

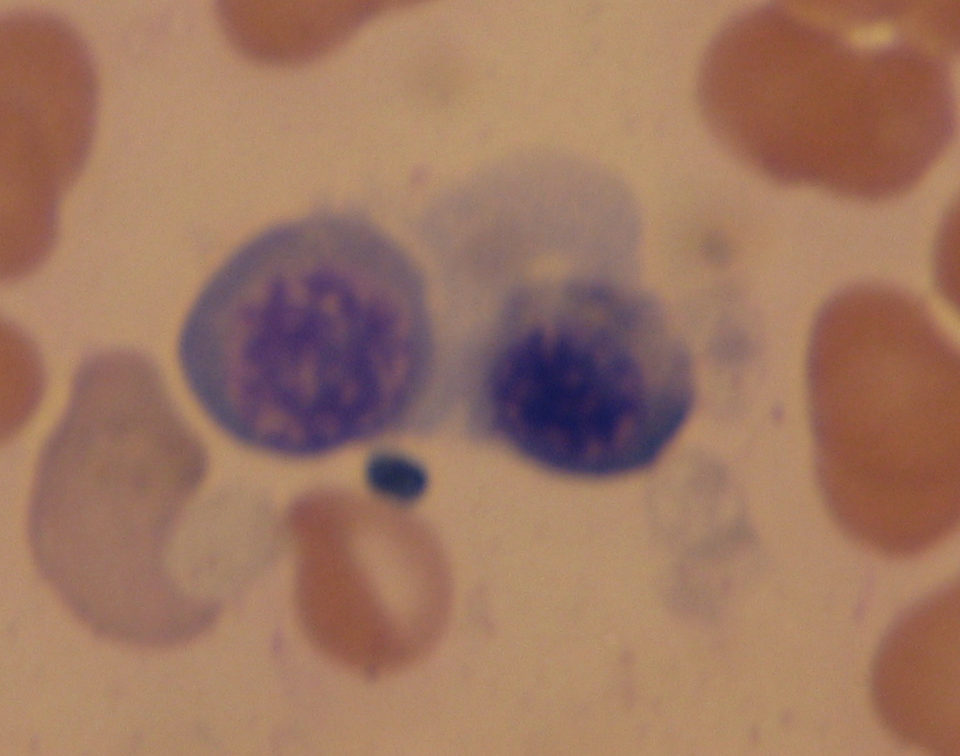
Polikromáziás normoblaszt (jobbra)

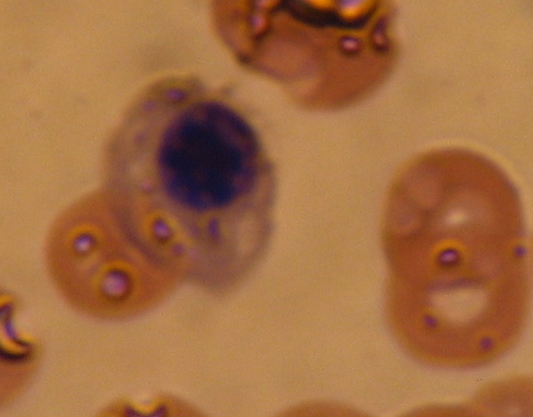
Eozinofil normoblaszt (középen)

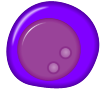
Proeritroblaszt
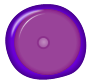
Bazofil normoblaszt
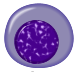
Polikromáziás normoblaszt
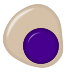
Eozinofil normoblaszt
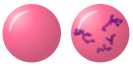
Retikulociták
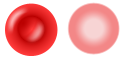
Vörösvértestek

## Lásd még
- Vér
- Vérkeringés
- Oxigén
- Csontvelő
- Hemoglobin
- Hem
- Artéria
- Vitaminok